# Pseudophoxinus zeregi
Espèce
Synonymes
- Phoxinellus zeregi Heckel, 1843[2]
- Phoxinellus zeregii zeregii Heckel, 1843[2]
- Phoxinellus zeregii Heckel, 1843[2]

Statut de conservation UICN

 LC  : Préoccupation mineure
Pseudophoxinus zeregi (Orontes phoxinellus ou Levantine Spring Minnow en anglais) est un poisson d'eau douce de la famille des Cyprinidae.

## Répartition
Pseudophoxinus zeregi se rencontre en Syrie et en Turquie.

## Description
La taille maximale connue pour Pseudophoxinus zeregi est de 65 mm.

## Étymologie
Son nom spécifique, zeregi, lui a été donné en reprenant le nom vernaculaire utilisé en Syrie pour cette espèce.

## Publication originale
- (de) Heckel, 1843 in von Russegger, 1843 : Ichthyologie [von Syrien] p. 990-1099[7].